# Domburg
Domburg je nizozemsko obmorsko letovišče s skoraj 1660 prebivalci na obali Severnega morja.  Nahaja se na polotoku Walcheren v provinci Zelandiji in je upravni sedež občine Veere. Veduta mesta je vodni stolp (nizozemsko watertoren), ki je viden že od daleč na Walcherenu in tudi nepoznavalcem kaže pot do Domburga.

## Ime
Ime kraja nima nobene zveze s katedralo (domus). V nizozemščini se izgovrja s kratkim o  in za domača ušesa pomeni »neumni grad«, ki je omenjen v ljudski etimološki lokalni pripovedi. Pravzaprav je najstarejša oblika imena Duinburcht - "Dünenburg", iz katere je s krajšanjem in asimilacijo nastalo današnje ime.

## Zgodovina
Domburg je bil zgrajen v bližini starorimskega templja, zgrajenega za čaščenje boginje Nehalenije. Tempelj je bil v 3. stoletju poplavljen in pokopan v pesku in ponovno odkrit leta 1647.
Leta 1223 je holandski grof Floris IV. Domburgu podelil mestne pravice. Mesto se od leta 1834 uradno opisuje kot obmorsko letovišče, zaradi česar je najstarejše obmorsko letovišče v Zelandiji, vendar je obmorski turizem obstajal že pred tem.
Konec 14. stoletja so v Domburgu zgradili župnijsko cerkev, ki je bila zgrajena v gotskem arhitekturnem slogu in je bila prvotno pod patrocinijem Janeza Krstnika.
Domburg je kot zdravilišče doživel velik razcvet leta 1886, ko se je amsterdamski zdravnik in fizioterapevt Johann Georg Mezger naselil v Domburgu (njegova žena je bila iz Middelburga) in tu uspešno opravljal prakso. V poletnih mesecih so bili med njegovimi pacienti ne le pripadniki evropskega plemstva, ampak tudi prebivalci Zelandije.
Leta 1889 je Domburg obiskala pisateljica in romunska kraljica Elisabeth zu Wied. Pogosto je bivala v vili Carla Erbschloeja, ki je danes zaščitena kot državni kulturni spomenik, ki jo je pozneje preimenoval po njenem psevdonimu v vilo »Carmen Sylva«.
V začetku 20. stoletja so v Domburgu delovali številni umetniki, med drugim Piet Mondriaan, Jan Toorop, Jacoba van Heemskerck in Mies Elout-Drabbe (1875–1956). V obmorskem letovišču se je poleti 1912 in 1913 zadrževal slikar Lesser Ury.
Med drugo svetovno vojno so Domburg 17. maja 1940 zasedle nemške čete. V naslednjih letih so obalo pri Domburgu, da bi onemogočili zavezniško izkrcanje prepredli z bunkerji. V začetku novembra 1944 so Domburg po večdnevnih bojih osvobodile  britanske enote t.i. 41 (Kraljevih mornariških) komandosov.  Pri Domburgu je bilo pokopanih 500 padlih britanskih vojakov.

## Narava
Krajevne sipine so pretežno del naravnega rezervata Manteling, ki naj bi zaščitil zaledje severozahodno od Walcherena pred morskimi vetrovi.

## Ogleda vredne znamenitosti
- Evangeličanska župnijska cerkev iz 14./15. stoletja
- Nekdanja mestna hiša iz leta 1567
- Mlin na veter “Weltevreden” iz leta 1817
- Vila Carmen Sylva iz leta 1887
- Kopalniški paviljon iz leta 1889
- Kapela sv. Vilibrorda iz leta 1933
- Vodni stolp iz leta 1933
- Muzej Marie Tak van Poortvliet iz leta 1994 [11]

## Galerija slik
- Obnovljen kopalni paviljon
- Sončni vzhod s sipinami in vilo
- Plaža pri Domburgu opoldne...
- ... in zvečer
- Grad Westhove
- Središče z župnijsko cerkvijo
- Pogled na strehe Domburga
- Domburg v 17. stoletju
- Plaža s petimi pomoli v Domburgu,Piet Mondriaan, 1909
- Domburg,Lesser Ury, 1913
- Muzej Marie Tak van Poortvliet

## Spletne povezave
- Spletna stran turističnega urada (nemščina, nizozemščina, angleščina, francoščina)
- Domburg: Spletna stran turističnega združenja VVV Zeeland (nemščina, nizozemščina, angleščina)